# Belgera, Yadgir
Belgera là một làng thuộc tehsil Yadgir, huyện Gulbarga, bang Karnataka, Ấn Độ.